# Elvo
Der Elvo  ist ein Fluss in Oberitalien, der durch die Provinzen Biella und Vercelli in der Region Piemont fließt. In seinem Oberlauf hat er den Charakter eines Sturzbach.

## Verlauf
Der Elvo entspringt in den Walliser Alpen auf etwa 1950 m Höhe südwestlich der Bocchetta del Lago (2026 m) am Monte Mucrone (2335 m) in der Provinz Biella.  Er zunächst in westlicher Richtung und dann in südlicher Richtung durch das schmale Elvotal, bis er bei Occhieppo Inferiore aus den Voralpen in die Ebene von Biella austritt. Drei Kilometer westlich der Stadt Biella verläuft er in südlicher Richtung und nimmt von rechts als seinen größten Nebenfluss die Ingagna auf, welche den östlichen Abhang des Hügelgebiets der Serra d’Ivrea entwässert. In der Nähe von Borriana erreicht der Oremo, der ebenfalls in den Voralpen entsteht und westlich an Biella vorbeifließt, von links den Elvo. Dieser verändert die Richtung seines Laufs nach und nach gegen Osten. Bei Cerrione mündet die Olobbia, die auch aus der Serra d’Ivrea kommt, in den Elvo.
Bei Salussola überqueren die Staatsstraße 143 Vercellese und die Eisenbahnlinie Santhià-Biella den Elvo, der danach die weiten Reisfelder bei Vercelli durchquert und in der flachen Zone in einem breiten Flussbett, von einem Streifen von Auenwald begleitet, gegen Südosten fließt. Am Fluss liegt das Naturschutzgebiet Riserva naturale speciale Garzaia di Carisio.
Bei Nebbione überqueren die Autostrada A4, die Bahnlinie der Schnellfahrstrecke Turin–Mailand und der Vanonikanal den Fluss. Dieser Kanal dient der Bewässerung und er ist eine Abzweigung vom Depretiskanal, der seien Anfang bei Villareggia an der Dora Baltea nimmt und über 32 Kilometer in nordöstliche Richtung durch die Poebene läuft. Der Elvo ist an mehreren Stellen mittels Sohlschwellen aufgestaut, um Wasser für die Reisfelder abzuleiten.
Der größere Cavourkanal, der vom Po zum Tessin läuft, unterquert den Elvo nordöstlich von Santhià. Bei Casanova Elvo überquert die Provinzstraße 53 den Fluss und bei Collobiano die Provinzstraße 230. Unterhalb von deren Brücke mündet der Elvo von rechts in den Cervo, der seinerseits nach wenigen Kilometern von der Sesia aufgenommen wird.
In den Sedimenten im oberen Bereich des Flussbettes kommen kleine Mengen von Gold vor, das nach der Verwitterung des Gesteins im Einzugsbereich in das Tal gespült wurde. Das Goldmuseum Museo dell'oro e della Bessa in Zubiena erläutert die Geschichte des Goldwaschens in der Region. Das Museum ist Teil des Ecomuseo Valle Elvo e Serra.